# Teppen
Teppenは、2020年6月に販売開始された日本のアダルトグッズブランドである。

## ブランドコンセプト
Teppenは低コストで良いものを
より多くの人に届ける
アダルトグッズブランドです。

## 概要
Teppenは数か月に一度、数種類のオナホールを完全数量限定で販売している。
新規立ち上げから約2年でオナホール32種類、カップホール2種類、ローション1種類を発売している。

## 製品
・Teppenブランド第1弾 「メイドさんのチェリーパイ」
・Teppenブランド第2弾 「試食コーナーの妻夫木さん」
・Teppenブランド第3弾 「アノ娘のアソ娘」
・Teppenブランド第4弾 「ただいま ぺろにゃん」
・Teppenブランド第5弾 「OLパコパコ物語」
・Teppenブランド第6弾 「ドジッ娘」
・Teppenブランド第7弾 「ナマ三昧」
・Teppenブランド第8弾 「妹コレクション（マイコレクション）」
・Teppenブランド第9弾 「淫乱くノ一痴獄肉壷」
・Teppenブランド第10弾「淫堕の種族エルフ」
・Teppenブランド第11弾「完熟初摘みオトメ」
・Teppenブランド第12弾「もちぷりDX」
・Teppenブランド第13弾「秘湯めぐり～若女将のおもてなし～」
・Teppenブランド第14弾「Teppen STANDARD LOTION」
・Teppenブランド第15弾「快落のPredator」
・Teppenブランド第16弾「陸カノ」
・Teppenブランド第17弾「新米ナースのお搾り事」
・Teppenブランド第18弾「@VIRgin」
・Teppenブランド第19弾「GOKUJO-極嬢-」
・Teppenブランド第20弾「Pricle プリッくる」
・Teppenブランド第21弾「まじカルッ!～ギガスリット～」
・Teppenブランド第22弾「まじカルッ!～バブルタッチ～」
・Teppenブランド第23弾「ナース-ご奉仕エビデンス-」
・Teppenブランド第24弾「人妻-純穴エターナル-」
・Teppenブランド第25弾「OL-欲情エスカレーション-」
・Teppenブランド第26弾「すごまん娘」
・Teppenブランド第27弾「てっぺんガールズ」
・Teppenブランド第28弾「極PUNI MEIKI」
・Teppenブランド第29弾「MUKU Virgin」
・Teppenブランド第30弾「Ubu Eats うぶイーツ」
・Teppenブランド第31弾「つるぺたSQUEEZE」
・Teppenブランド第32弾「ELOCE-エローチェ-」
・Teppenブランド第33弾「つるぺたシンドローム」
・Teppenブランド第34弾「HipKnock-ヒップノック-」
・Teppenブランド第35弾「つるまんラビリンス」